# Liste der denkmalgeschützten Objekte in Uhy
Grundlage dieser Liste der denkmalgeschützten Objekte in Uhy ist die ÚSKP-Liste (Ústřední seznam kulturních památek České republiky, deutsch Zentrale Liste der Kulturdenkmäler der Tschechischen Republik), die von der tschechischen Denkmalschutzbehörde NPÚ (Národní památkový ústav, deutsch Nationale Denkmalbehörde) seit 1987 geführt wird und an die seit dem Jahr 1850 geschaffenen Listen anschließt.

## Denkmalgeschützte Objekte nach Ortsteilen
| Lage           | Objekt          | Beschreibung                                                                   | ÚSKP-Nr.                  | Bild            |
| -------------- | --------------- | ------------------------------------------------------------------------------ | ------------------------- | --------------- |
| Uhy (Standort) | Glockentürmchen | Gabelglockenturm auf Steinfundament aus der Wende vom 18. zum 19. Jahrhundert. | 25123/2-4083 Info Katalog | Glockentürmchen |